# Jean-Baptiste de Bethune jr.
Jean-Baptiste Emmanuel Félix Vincent Pierre Marie de Béthune  (Brugge, 25 januari 1853 - Heestert, 24 maart 1907) was een Belgische politicus en (kunst)historicus. De Bethune was provinciegouverneur in West-Vlaanderen van 1903 tot 1907.

## Biografie
Jean-Baptiste de Bethune was de zoon van Jean Bethune en Emilie van Outryve d'Ydewalle, uit de familie Van Outryve d'Ydewalle. Hij trouwde met Anne-Clémentine Roger de Villers (1855-1913). Om zich van zijn vader te onderscheiden ondertekende hij vaak, zolang die leefde, als "de Bethune de Villers".

## Politicus en gouverneur
Na zijn studies in de rechten in Leuven, werd hij in 1875 advocaat bij de Balie van Gent. 
Hij werd al vlug politiek actief. Hij werd provincieraadslid in West-Vlaanderen (1878-1903) en lid van de Bestendige Deputatie van West-Vlaanderen (1892-1903). Hij trad op als dienstdoende gouverneur na het overlijden van Léon Ruzette in 1901 en van Charles d'Ursel in 1903, jaar waarin hij zelf tot gouverneur werd benoemd. 
Daarnaast was hij ook gedurende dertien jaar burgemeester van Oostrozebeke (1879-1892), de gemeente waar de familie van Outryve d'Ydewalle haar wortels had. Hij volgde er zijn oom Emmanuel-Henri van Outryve d'Ydewalle op. Zelf werd hij opgevolgd door zijn broer Emmanuel Marie de Bethune.

## Historicus en kunsthistoricus
In het voetspoor van zijn vader ontwikkelde Jean-Baptiste de Bethune een aanzienlijke activiteit als historicus en kunsthistoricus.
In de Gilde van Sint-Thomas en Sint-Lucas in Gent was hij achtereenvolgens secretaris, penningmeester en voorzitter. In 1885 werd hij corresponderend lid van de Koninklijke Commissie voor Monumenten en secretaris van de Provinciale Commissie voor Monumenten. Hij was verder actief lid van een tiental historische genootschappen.
In 1902 nam hij het initiatief van de grote tentoonstelling in Brugge van de Vlaamse Primitieven en in 1907 van de tentoonstelling van het Gulden Vlies. 
In 1890 werd hij bestuurslid van het Genootschap voor Geschiedenis te Brugge en bleef dit tot aan zijn dood.
Zoals zijn vader, zijn oom Felix Bethune en andere leden van de familie, onderhield hij vriendschap met Guido Gezelle. Toen bij openbare inschrijving door het Davidsfonds, fondsen werden ingezameld teneinde een praalgraf voor de Meester te bouwen op het Brugs kerkhof, werd het in 1903 door Bethune ontworpen.

## Publicaties
- Opgave van de talrijke geschriften door Jean-Baptiste de Bethune in: Henri ROMMEL, Le baron de Bethune, troisième président de la Gilde de Saint-Thomas et Saint-Luc, z.d.